# Думузид Рибар
Думузид (= "право дете/син" на сумерском), "Рибар", првбитно из Куаре у Сумеру, био је трећи по реду краљ Прве династије из Урука и претходник Гилгамеша према Сумерском попису краљева.